# Bussière-Poitevine
Bussière-Poitevine è un comune francese di 952 abitanti situato nel dipartimento dell'Alta Vienne nella regione della Nuova Aquitania.

## Società

### Evoluzione demografica
Abitanti censiti